# Oregon Trail
Calea Oregonului (engleză Oregon Trail) a fost o celebră rută a coloniștilor Vestului american, principalul traseu transcontinental între valea fluviului Missouri și bazinul fluviului Columbia. Botezat astfel după Teritoriul Oregon din actualul nord-vest al Statelor Unite avea o lungime de aproximativ 2.000 de mile. Părăsea frontiera la Independence în Missouri, urma cursul râurilor Kansas, Big Blue, Platte, North Platte și Sweetwater și traversând apelor prin South Pass în Munții Stâncoși traversa bazinul râului Green, continuându-se de-a lungul văii Snake până la vărsarea acestuia în Columbia.